# Metaphaenodiscus umbilicatus
Metaphaenodiscus umbilicatus är en stekelart som först beskrevs av Girault 1928.  Metaphaenodiscus umbilicatus ingår i släktet Metaphaenodiscus och familjen sköldlussteklar. Inga underarter finns listade i Catalogue of Life.